# Euxoa guadalupensis
Euxoa guadalupensis är en fjärilsart som beskrevs av Lafontaine och George W. Byers 1982. Euxoa guadalupensis ingår i släktet Euxoa och familjen nattflyn. Inga underarter finns listade i Catalogue of Life.